# Olszyca (Domaszczyn)
Olszyca (niem. Klein Bruschewitz) – przysiółek wsi Domaszczyn w Polsce, położony w województwie dolnośląskim, w powiecie wrocławskim, w gminie Długołęka.
W latach 1945–1954 administracyjnie wchodziła w skład gminy gmina Zakrzów w powiecie oleśnickim. W latach 1975–1998 miejscowość administracyjnie należała do województwa wrocławskiego.